# Danube Wings
Danube Wings, obchodní jméno VIP Wings a.s. byla slovenská letecká společnost. Provozovala zejména pravidelné regionální lety ze slovenských letišť. Svá letadla také pronajímala do zahraničí a létala s nimi charterové lety. Vznikla v roce 2008 s plánem obsadit linky po nízkonákladové společnosti SkyEurope, zanikla v roce 2013 kvůli finančním potížím. Hlavní leteckou základnu měla na letišti v Bratislavě. V roce 2009 přepravila 77,8 tisíc cestujících, o rok později 86 tisíc.

## Flotila
Flotila Danube Wings se v průběhu existence skládala z následujících pěti letadel. Největší počet letadel, která tato aerolinie měla v jednu chvíli bylo čtyři – mezi roky 2009 až 2010. Kapacita letounů ATR 72 byla 70 míst, u Boeingu 737-400 bylo míst 162.
| Letadlo        | Imatrikulace | Sériové číslo | Vyrobeno | Zařazení | Vyřazení | Poznámky                      | Reference |
| -------------- | ------------ | ------------- | -------- | -------- | -------- | ----------------------------- | --------- |
| ATR 72-202     | OM-VRA       | 373           | 1993     | 2008     | 2013     | Poté byl vyřazen              | [ 5 ]     |
| ATR 72-202     | OM-VRB       | 367           | 1993     | 2008     | 2012     |                               | [ 6 ]     |
| ATR 72-202     | OM-VRC       | 307           | 1992     | 2009     | 2013     | Poté byl vyřazen              | [ 7 ]     |
| ATR 72-102     | OM-VRD       | 177           | 1990     | 2012     | 2013     | Poté byl vyřazen              | [ 8 ]     |
| Boeing 737-400 | OK-WGY       | 25839         | 1991     | 2009     | 2010     | Pronájem od Českých aerolinií | [ 9 ]     |
| Celkem         | 5            |               |          |          |          |                               |           |